# 산티아고 (코무나)
산티아고(스페인어: Santiago)는 칠레 산티아고 수도주 산티아고 현의 코무나이다. 산티아고 시와 관할 구역이 비슷하다.